# Paul Werbos

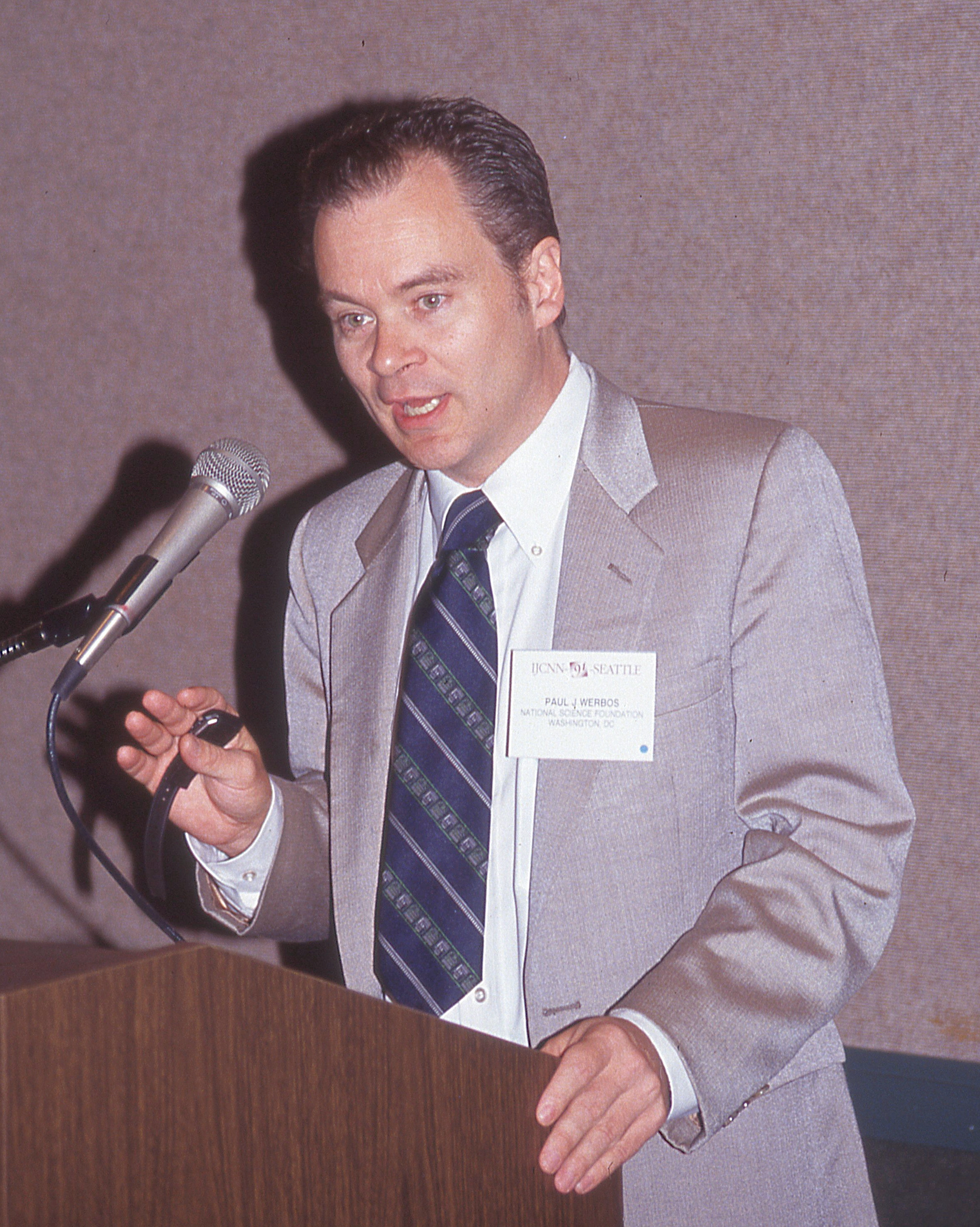
Paul Werbos, International Joint Conference on Neural Networks (IJCNN), 8. July 1991, Seattle.

Paul J. Werbos (1947) es un científico conocido por su tesis de 1974 en la cual se describió por primera vez el proceso de entrenamiento de una red neuronal artificial a través de la Propagación hacia atrás de errores. La tesis, y alguna información complementaría, se puede encontrar en su libro The Roots of Backpropagation (ISBN 0-471-59897-6). También fue pionero de las redes neuronales recurrentes.